# Marco Haber
Pour les articles homonymes, voir Haber.
Marco Haber est un footballeur international allemand né le 21 septembre 1971 à Grünstadt. Il évoluait au poste de milieu de terrain.

## Biographie
Marco Haber joue durant sa jeunesse au TV Kidenheim et au VfR Frankenthal avant d'être recruté par le 1. FC Kaiserslautern. 
C'est à l'âge de 18 ans qu'il débute en Bundesliga et devient titulaire dès 19 ans lorsque le FCK est champion d'Allemagne en 1991.

## Carrière
- 1989-1995 : FC Kaiserslautern  Allemagne
- 1995-1998 : VfB Stuttgart  Allemagne
- 1998-1999 : UD Las Palmas  Espagne
- 1999-2001 : Unterhaching  Allemagne
- 2002 : FC Hansa Rostock  Allemagne
- 2002-2004 : Omonia Nicosie  Chypre
- 2004-2006 : Anorthosis Famagouste  Chypre
- 2006-2007 : Nea Salamina  Chypre
- 2007-2008 : FSV Oggersheim  Allemagne[1]

## Palmarès
- 2 sélections et 0 but en équipe d'Allemagne lors de l'année 1995
- Champion d'Allemagne en 1991 avec le FC Kaiserslautern.
- Vainqueur de la Supercoupe d'Allemagne en 1991 avec le FC Kaiserslautern.
- Vainqueur de la Coupe d'Allemagne en 1997 avec le VfB Stuttgart.
- Champion de Chypre en 2003 avec l'Omonia Nicosie puis en 2005 avec l'Anorthosis Famagouste.